# Нордхайм, Хелена
Хелена «Лея» Нордхайм (1 августа 1903 — 2 июля 1943) — нидерландская гимнастка. В составе сборной Нидерландов по гимнастике завоевала золотую медаль на Олимпиаде 1928 года в своём родном Амстердаме.
Как и остальные члены сборной (Эстелла Агстериббе, Элька Де Леви, Анна Дресден-Поляк и Юдика Симонс), а также тренер сборной Геррит Клиркофер была еврейкой и подверглась преследованиям во время Второй мировой войны.
Была заключённой транзитного лагеря Вестерборк, откуда была отправлена в лагерь смерти Собибор, где была убита вместе со своим мужем Абрахамом и десятилетней дочерью Реббекой.
В 1997 году вся сборная Нидерландов по гимнастике была включена в Международный еврейский спортивный зал славы.